# Авинов, Фёдор Александрович
Фёдор Александрович Авинов (19 сентября (1 октября) 1835 — 1903) — русский генерал-лейтенант, участник Крымской войны и Русско-турецкой войны 1877—1878 годов.

## Биография
Сын адмирала Александра Павловича Авинова и Елизаветы Максимовны, дочери вице-адмирала М. П. Коробки. Братья: генерал-лейтенант Николай Авинов, генерал от инфантерии Сергей Авинов, полковник Митрофан Авинов, капитан 2-го ранга Александр Авинов.
По окончании Николаевского кавалерийского училища в 1854 году, из унтер-офицеров был произведён в прапорщики лейб-гвардии Преображенского полка. С 1855 года подпоручик, с 1861 года поручик, с 1863 года штабс-капитан, с 1868 года капитан, с 1871 года полковник, с 1874 года флигель-адъютант, с 1886 года генерал-майор, а с 1899 года генерал-лейтенант. Участвовал в Крымской войне 1854—1855 годах, в подавлении польского мятежа 1863 года, в Русско-турецкой войне 1877—1878 годов. В 1854—1878 годах служил в лейб-гвардии Преображенском полку, в 1878—1886 годах командир 50-го пехотного Белостокского полка, в 1886—1892 годах командир 2-й бригады 11-й пехотной дивизии, в 1892—1899 годах командир 2-й бригады 3-й гренадерской дивизии, в 1899—1902 годах начальник Тамбовской местной бригады, с 1902 года в распоряжении командующего войсками Московского военного округа великого князя Сергея Александровича. Был женат, детей не имел.

## Награды
- Орден Святого Станислава 3-й степени (1864)
- Орден Святой Анны 3-й степени (1868)
- Орден Святого Станислава 2-й степени (1874)
- Орден Святого Владимира 4-й степени с мечами и бантом (1878)
- Золотое оружие (1878)
- Орден Святой Анны 2-й степени с мечами (1879)
- Орден Святого Владимира 3-й степени (1881)
- Монаршая благодарность (1883)
- Орден Святого Станислава 1-й степени (1891)
- Орден Святой Анны 1-й степени (1895)
- Орден Святого Владимира 2-й степени (1902)

### Иностранные награды
- Командорский крест ордена Короны Италии (Италия, 1883)
- Орден Саксен-Эрнестинского дома 2-й степени с мечами (Саксен-Альтенбург, 1883)
- Орден Благородной Бухары 1-й степени (Бухара, 1896)